# Kei Sanbe
三部 敬
Kei Sanbe (三部 敬, Sanbe Kei), né un 5 mars à Hokkaidō, est un mangaka japonais. Il a également dessiné sous le pseudonyme Keisuke Kawara.
Il a été l'assistant de Hirohiko Araki, l'auteur de JoJo's Bizarre Adventure.

## Œuvres
- Black Road (ブラックロッド?) (1997)
- Hataru (ほたる?) (2000)
- Nanako-san Teki na Nichijō (菜々子さん的な日常?) (2000-2002)
- Testarotho (テスタロト, Tesutaroto?) (2001-2002)
- Kamiyadori (カミヤドリ?) (2004-2006)
- Puzzle (パズル?) (2007)
- Nanako-san Teki na Nichijō Re (菜々子さん的な日常RE?) (2008)
- L'Île de Hôzuki (鬼燈の島, Hōzuki no shima?) (2008-2009)
- Kamiyadori no Nagi (神宿りのナギ?) (2008-2010)
- Le Berceau des esprits (魍魎の揺りかご, Mōryō no Yurikago?) (2010-2012)
- Nanako-san Teki na Nichijō Dash!! (菜々子さん的な日常 DASH!!?) (2013)
- Erased (僕だけがいない街, Boku Dake ga Inai Machi?) (2012-2016)
- Steal and Dead (2013-2014)
- Erased: RE (2017)
- Echoes (夢で見たあの子のために, Yume de mita anoko no tameni?) (2017-2022)
- Reflection ( 水溜りに浮かぶ島, Mizutamari ni Ukabu Shima) (2019)
- 13-kaime no Ashiato ( 13回目の足跡) (2023-)
- Otogi no Hako no Leto (お伽の匣のレト) (2023-)